# Wicus Slabbert
Wicus Slabbert (* 9. Oktober 1941 in Kroonstad) ist ein südafrikanischer Opernsänger (Bariton), der auch als Gesangspädagoge arbeitet.

## Leben
Nach einem mit dem Bachelor of Arts abgeschlossenen Studium der Kunstgeschichte und Malerei an der Universität Pretoria zog Slabbert nach Köln, um seine Stimme privat bei Josef Metternich ausbilden zu lassen. Während seines Studiums hospitierte er regelmäßig bei Metternich. Nach kurzer Zeit erhielt er im Jahr 1968 sein erstes Engagement an der Deutschen Oper am Rhein in Düsseldorf, wo er anfangs noch kleinere Rollen sang, sich dann aber über Zar Peter in Zar und Zimmermann sowie Fluth in Die lustigen Weiber von Windsor schnell an die wichtigen Rollen des lyrischen Fachs, wie zum Beispiel die Titelrolle in Eugen Onegin hocharbeitete.
Im Jahr 1972 nahm er ein Engagement am Essener Opernhaus (noch im Grillo-Theater) an und blieb dort bis 1978. Er sang dort zwischen sechzig und siebzig Abende im Jahr und erarbeitete sich die schwereren dramatischen Partien. Zu seinen Rollen in Essen zählten die Titelrollen in Don Giovanni und Rigoletto, die Titelrolle im Nabucco sowie der Conte Luna in Il trovatore, Scarpia in Tosca, Jago in Otello, Michele in Il tabarro und die Titelrolle in Gianni Schicchi, schließlich auch Charakterrollen des deutschen Fachs wie Jochanaan in Salome, der Musiklehrer in Ariadne auf Naxos, Mandryka in Arabella und sein erster Beckmesser in den Meistersingern von Nürnberg.
1978 wurde er Ensemblemitglied als einer der Hauptbaritone am Staatstheater Kassel, wo er sein Repertoire um Rollen des schwereren Fachs wie Alberich im Rheingold und die vier Bösewichte in Hoffmanns Erzählungen erweiterte, weiter sang er aber auch die Standardpartien des lyrischen Fachs wie Don Giovanni, Rigoletto sowie den Grafen aus Le nozze di Figaro.
Nachdem er seit 1982 regelmäßig Gastauftritte an der Volksoper Wien hatte, wurde er dort im Jahr 1989 als festes Ensemblemitglied engagiert. Im Jahr 1991 folgte die Festanstellung an der Wiener Staatsoper. An beiden Häusern sang er die bedeutendsten Rollen des Heldenbariton-Fachs: Scarpia, Pizarro (Fidelio), Falstaff, Jochanaan, Alfio (Cavalleria rusticana), Amonasro (Aida), die Titelrollen in Verdis Nabucco und Macbeth, die Titelpartie in Der fliegende Holländer, Telramund (Lohengrin), den Kurwenal in Tristan und Isolde, den Amfortas in Parsifal sowie den Alberich im Rheingold, Siegfried und Götterdämmerung aus Richard Wagners Ring des Nibelungen.
Aus dem Repertoire des 20. Jahrhunderts interpretierte Slabbert u. a. Rollen in Opern von Zemlinsky (Eine florentinische Tragödie, Der König Kandaules) und Schostakowitsch (Lady Macbeth von Mzensk) sowie Dr. Schön in Lulu und Balstrode in Peter Grimes.
Während seiner langen Karriere als Sänger gastierte er unter anderem an folgenden Häusern: Staatstheater am Gärtnerplatz in München, Staatstheater Stuttgart, Oper Köln, an allen drei großen Häusern in Berlin (Staatsoper Unter den Linden, Komische Oper, Deutsche Oper Berlin), an der Staatsoper Hamburg, sowie in Turin, Rom, Buenos Aires, Bogotá, Portland und bei den internationalen Musikfestivals in Edinburgh, Florenz, Stockholm, Warschau und Zagreb sowie den Bregenzer Festspielen.
Slabbert unterrichtet schon seit vielen Jahren, zu seinen Schülern zählen u. a. Moritz Gogg, Clemens Unterreiner und Josef Wagner.
2005 beendete Slabbert seine aktive Karriere.

## Stimme und Auftreten
Slabbert verfügt über einen weiten Tonumfang und eine sichere Höhe mit viel Squillo; gleichwohl ist seine Stimme dunkel und wandlungsfähig. Außerdem gilt seine Bühnenpräsenz als herausragend.

## Auszeichnungen
- 1996: Österreichischer Kammersänger
- 2005: Ehrenmitglied der Volksoper Wien
- 2007: Laureate-Auszeichnung der Alumni der Universität Pretoria